# Siphonolejeunea schiffneri
Siphonolejeunea schiffneri là một loài Rêu trong họ Lejeuneaceae. Loài này được (Stephani ex Schiffner) R.M. Schust. miêu tả khoa học đầu tiên năm 1963.